# Rascador para gatos

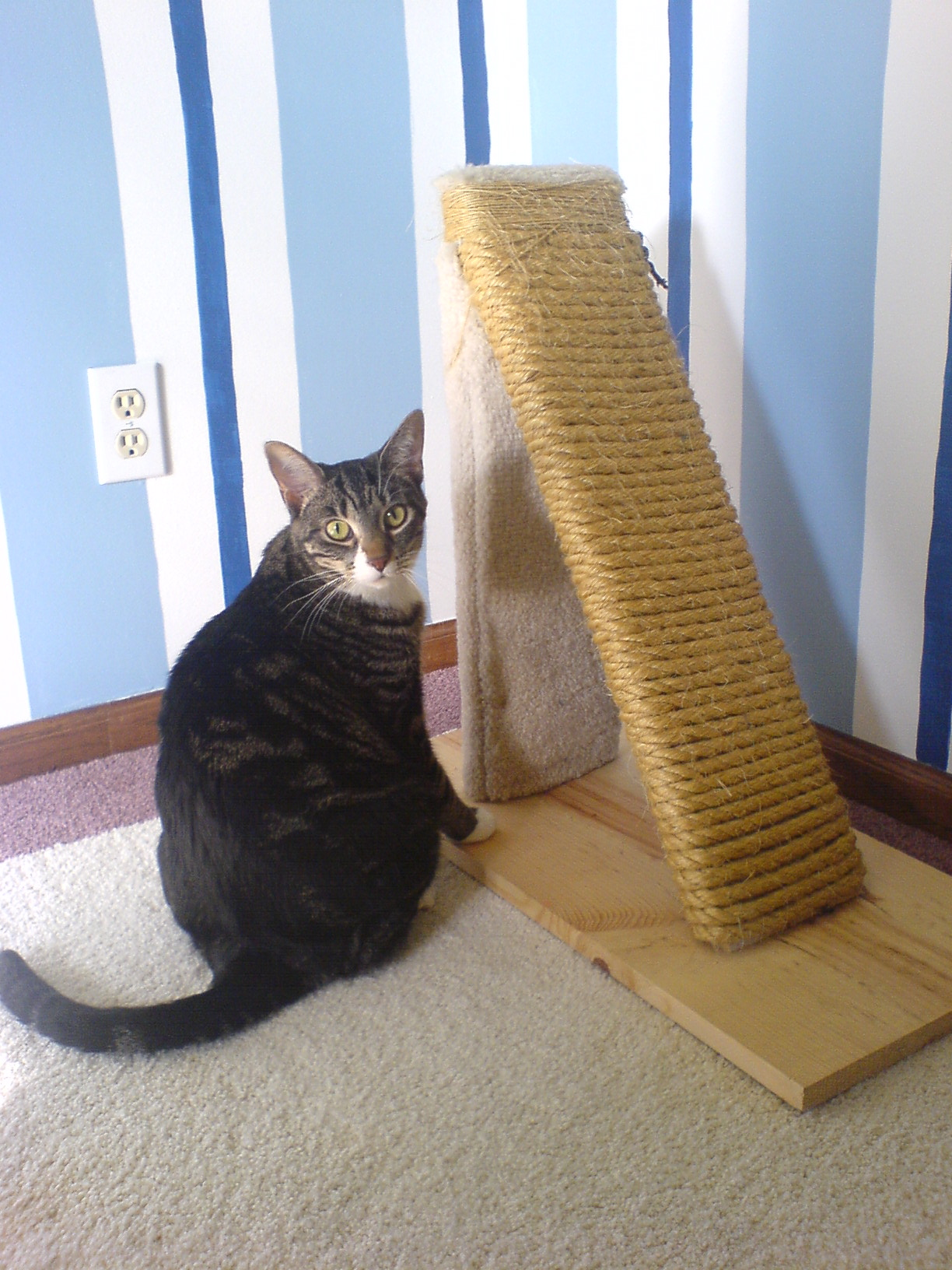
Rascador casero para gatos.

Un rascador es un poste de madera cubierto con un material áspero que los dueños de gatos disponen para que se rasquen sus mascotas. Los gatos tienen un impulso natural de rascarse: la acción les ayuda a eliminar material viejo de sus garras y marcar el territorio con las glándulas olorosas de sus patas. Se puede evitar que los gatos de interior ejerzan este impulso en los muebles y tapicerías de la vivienda si cuentan con un rascador aceptable.

## Hecho en casa
El tipo más común de rascador consiste en un poste de madera, de aproximadamente 60-90 cm de altura, cubierto con tela áspera o sisal. El poste está montado verticalmente sobre una base ancha lo que permite que el gato se estire hacia arriba sobre sus patas traseras y se rasque libremente sin volcarlo. Un rascador inestable o que no permita que el gato se extienda por completo puede llegar a disuadirle de utilizarlo. Las superficies de fabricación varían: el poste puede estar cubierto con una cuerda de sisal, tela de tapicería o el soporte de yute de una alfombra. Muchos dueños de mascotas afirman que tienen que experimentar con diferentes superficies para encontrar aquella que sus gatos puedan rascar de manera confiable. Otros tipos de rascadores son más elaborados, con varios niveles de plataformas horizontales para escalar y espacios acogedores similares a cuevas donde los gatos pueden esconderse. Los que son muy altos a menudo se denominan árboles de gato. Estos pueden disponer de una varilla de tensión vertical que se extiende hasta el techo para proporcionarles una estabilidad adicional.
Las superficies de rascado más pequeñas pueden consistir en algo tan simple como un trozo de alfombra volteado, o una almohadilla plana de sisal tejido con un lazo para permitir que se cuelgue del pomo de una puerta. Otros están hechos de cartón ondulado. Los rascadores pueden ser verticales u horizontales. Esto dependerá de la preferencia a la hora de rascar del gato. Hay dueños de gatos que emplean catnip para animar a su mascota a usarlo.
Enseñarle a su mascota a usar el rascador para gatos.
Puede que conozca como usarlo y por lo tanto no le haga caso, así que nuestra labor como padres adoptivos del gatito es enseñarle a usarlo y motivarlo y más aún si le está rascando los sofás, y enseres de casa solo para afilar sus uñas. Nos tocara ser pacientes y poco a poco explicarle como usarlo. Siguiendo los consejos que os explico conseguirás que tu gato use el rascador.
Se pueden comprar tiras de rascar en la mayoría de las tiendas de mascotas y en internet, pero muchas personas las construyen personalmente.

## Tipos

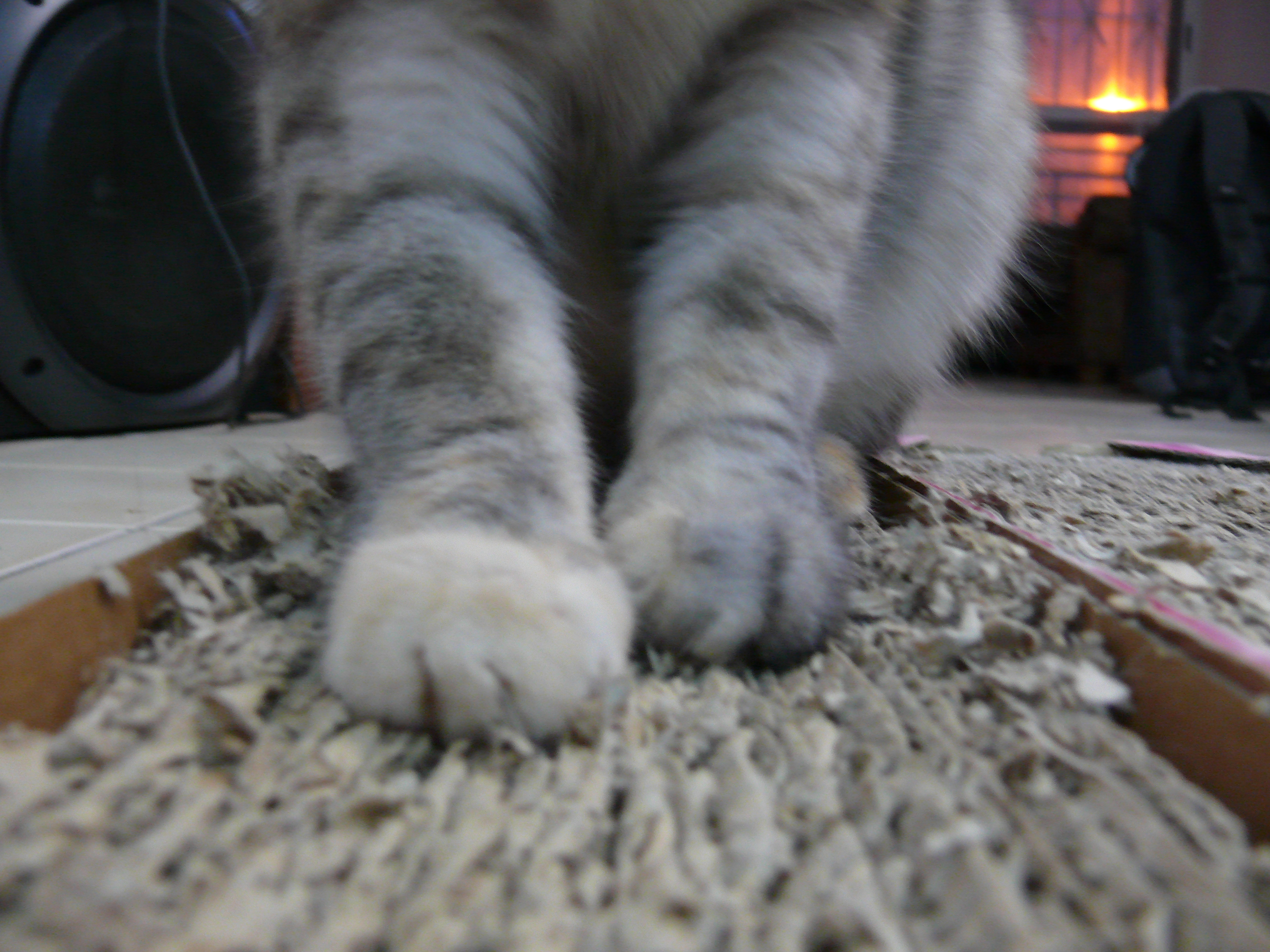
Rascador de cartón ondulado
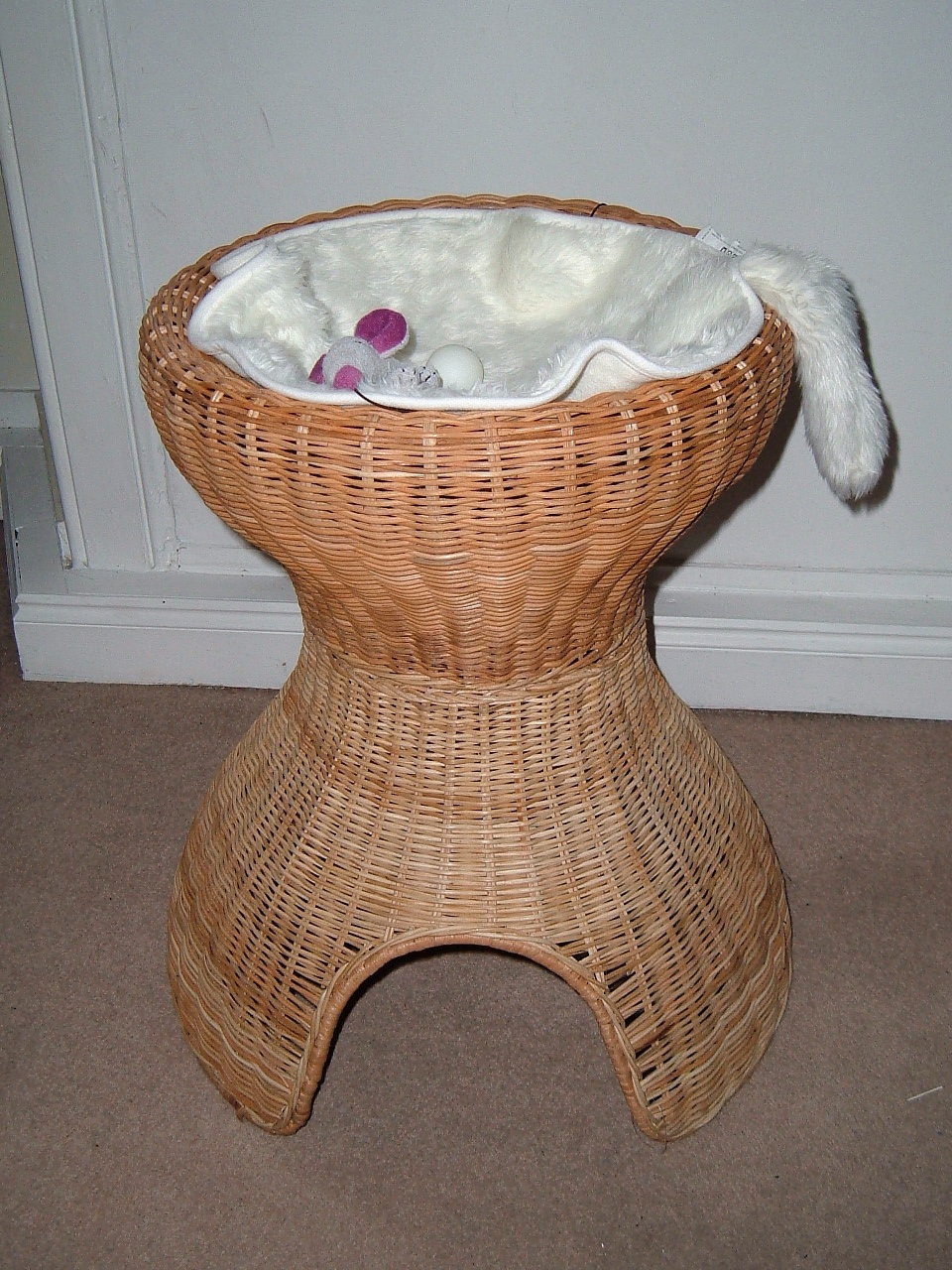
Rascador de cestería
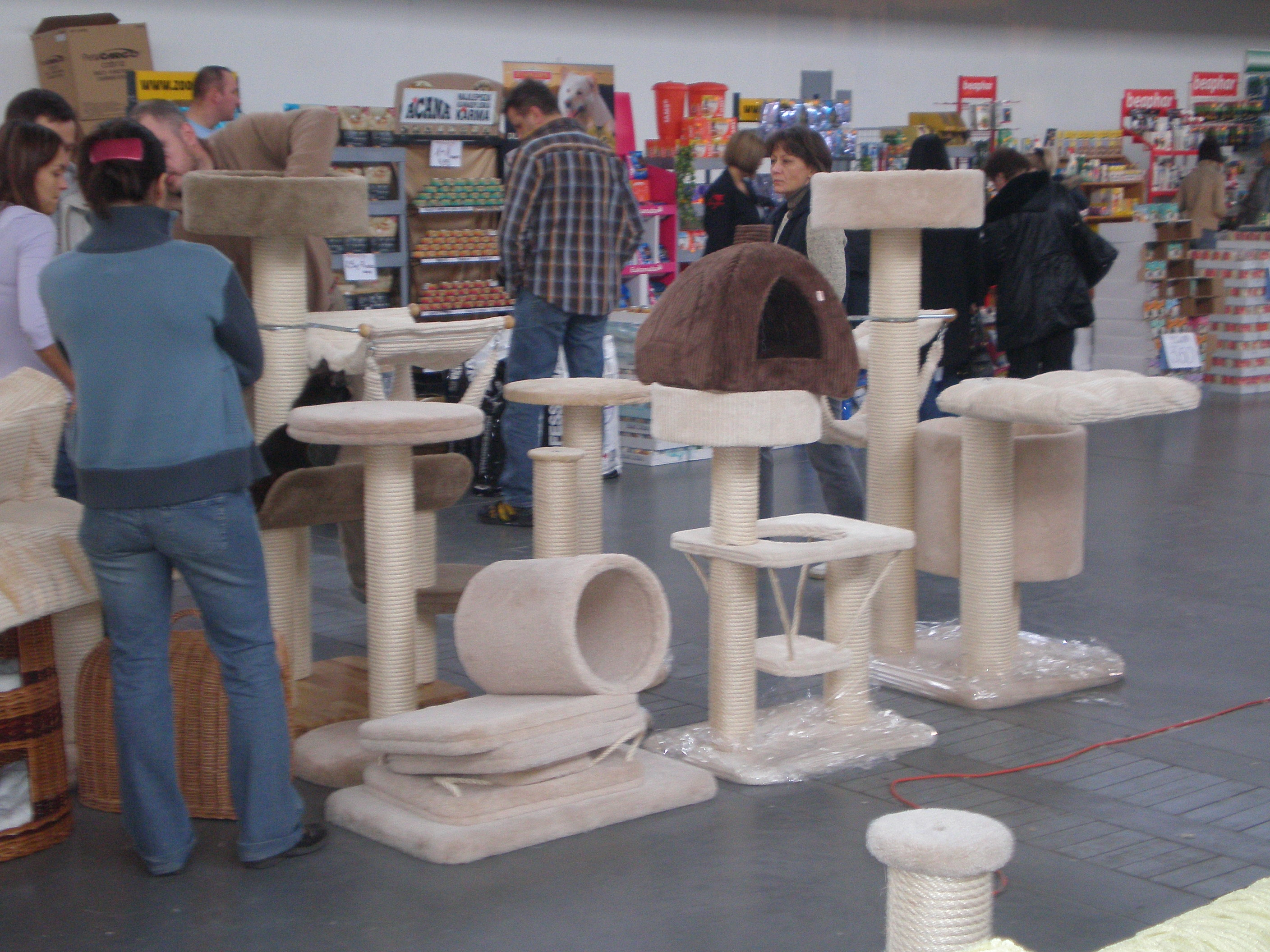
Variedad de rascadores en un show de gatos
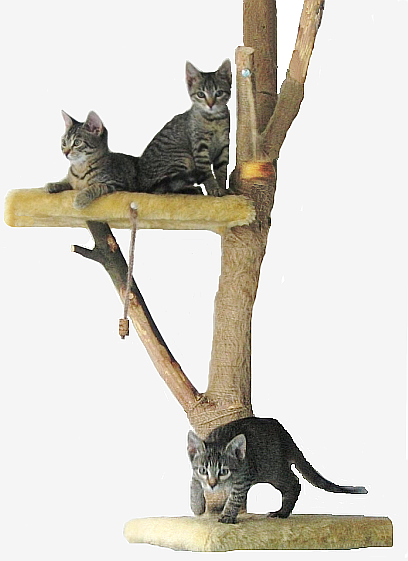
Tronco de utilizado como rascador
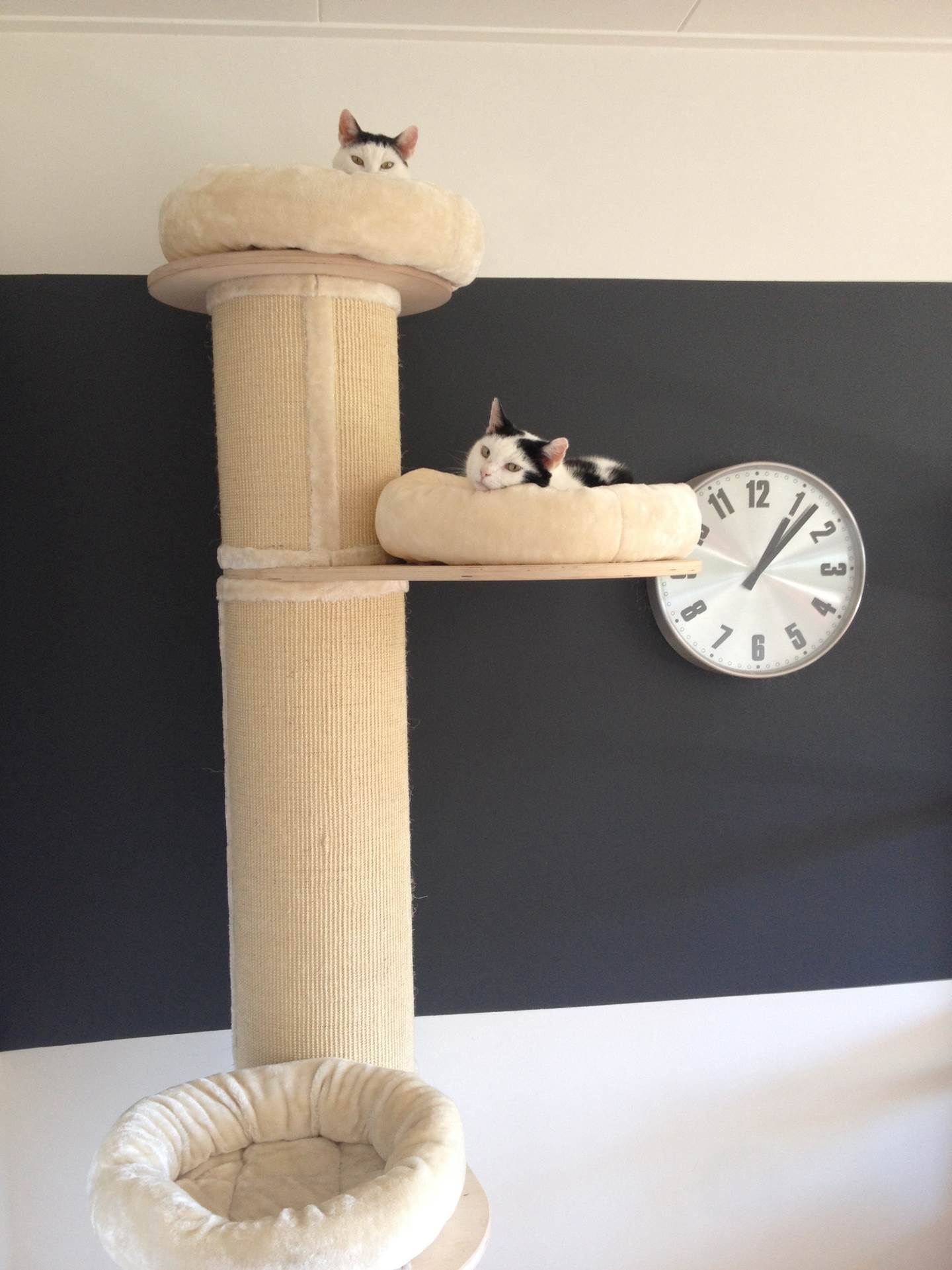
Árbol de gatos con dos mascotas.